# Партеш
Партеш (алб. Partesh или Parteshi) је насељено место у општини Гњилане, које се налази на југоистоку Косова и Метохије и припада Косовскопоморавском управном округу. Целокупно становништво чине Срби. Партеш је седиште истоимене УНМИК-ове општине Партеш, издвојене из општине Гњилане.

## Историја
У доба кнеза Лазара као топографски назив помиње се „Партеш Кладенац“. По народној традицији на овом месту село није никада постојало све до око 1750. године, када су се ту настанили неки досељени Албанци. Због блата на овом месту „они се промене са неким српским родовима из села Жеговца, па оду у планину, а Срби сиђу и настане се у Партешу“.
Српски конзул Тодор Станковић, Србин из Ниша, на путу ка Урошевцу, 1871. године, пролази кроз поморавска села и у свом путопису помиње Партеш и у њему 34 српских и 6 арнауташких кућа: "У Гњилану преноћих а сутра дан 25. јуна у 6¾ сахати пођох за Феризовиће. За по часа већ смо били у селу Доњем Ливочу, у којем живе Арнауташи, а одавде за по сахата стигосмо у село Партеш, које је до самог друма, на левој страни истог и у којем има 34 српске и 6 арнауташких кућа."
У селу се налази црква Свете Тројице, подигнута 1996. године.

## Демографија

### Попис по националној припадности
| Етнички састав према попису из 2011.‍ | Етнички састав према попису из 2011.‍ | Етнички састав према попису из 2011.‍ | Етнички састав према попису из 2011.‍ | Етнички састав према попису из 2011.‍ |
| ------------------------------------ | ------------------------------------ | ------------------------------------ | ------------------------------------ | ------------------------------------ |
|                                      |                                      |                                      |                                      |                                      |
| Срби*                                | Срби*                                |                                      | 478                                  | 100,00%                              |
| Укупно: 478                          |                                      |                                      |                                      |                                      |

- Срби су делимично бојкотовали попис па тачан број није познат

## Порекло становништва по родовима
Подаци из 1929. године:
Српски родови:
- Павичићи (12 к., Св. Јован), пресељени из Жеговца око 1750. године. Симонићи (5 к.) и Ковачовци (18 к.) су постали од Павичића и имају исту славу.
- Кулићи (4 к., Св. Јован), досељени из Жеговца са Павичићима.
- Савићи или Кикерци (1 к., Св. Јован), досељени из Жеговца после Павичића. „Раселили“ се, јер су убили неког ћехају.
- Калаузићи (12 к., Св. Јован), досељени из Жеговца кад и горњи.
- Караџићи (9 к., Св. Никола), досељени после Савића и Калауза из Караџинца са Косова.
- Никићи/Мелези (4 к., Св. Никола), досељени око 1810. године са Копаоника. Прво се настанили у Влаштици, па боравили у Владову и око 1860. године су пресељени у Партешу. Мелезима су прозвани што су приликом досељавања са Копаоника знали албански језик, док у Горњој Морави тај језик од Срба још нико није говорио.
- Грбелићи (6 к., Св. Марко). Господари Џинићи их довели из Македоније око 1830. године. У почетку су 7 година живели у Церници и бавили се сточарством и „вођењем мечке“. Џинићи их преселе у равницу и нагнају на земљорадњу.
- Ивановци (1 к., Св. Арханђел), пресељени из Шилова 1895. године на имање своје мајке.
- Аџи-Перци (1 к., Св. Ђорђе), пресељени из Пасјана 1904. године од истоименог рода на наслеђено имање. Старином су из суседног села Носаља.
- Презимена која се јављају у селу су: Симић, Столић, Стошић, Савић, Станковић, Стевић, Стојковић, Стојановић, Јовић, Јоцић, Јовановић, Марковић, Митровић, Мирковић, Милошевић, Новаковић, Тасић, Трифуновић, Перић, Петковић, Гавриловић, Васић, Аксић (Зафировић), Лазић, Ђокић, Живковић, Цветковић, Караџић, Димић, Кецић, Дајић, Павић, Томић, Менковић и друга.